# مطار عين شيمر
عين شيمر هو مطار عسكري إسرائيلي، يبعد حوالي 6 كيلومتر شرقاً عن الخضيرة. كان يشغل من قبل سلاح الجو الملكي البريطاني قبل عام 1948م.

## معرض الصور

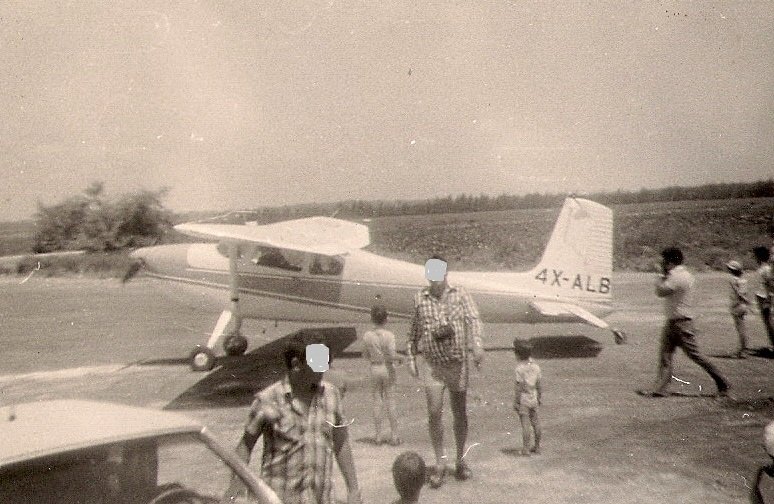
طائرة سيسنا 180 في السبعينيات في مطار عين شيمر
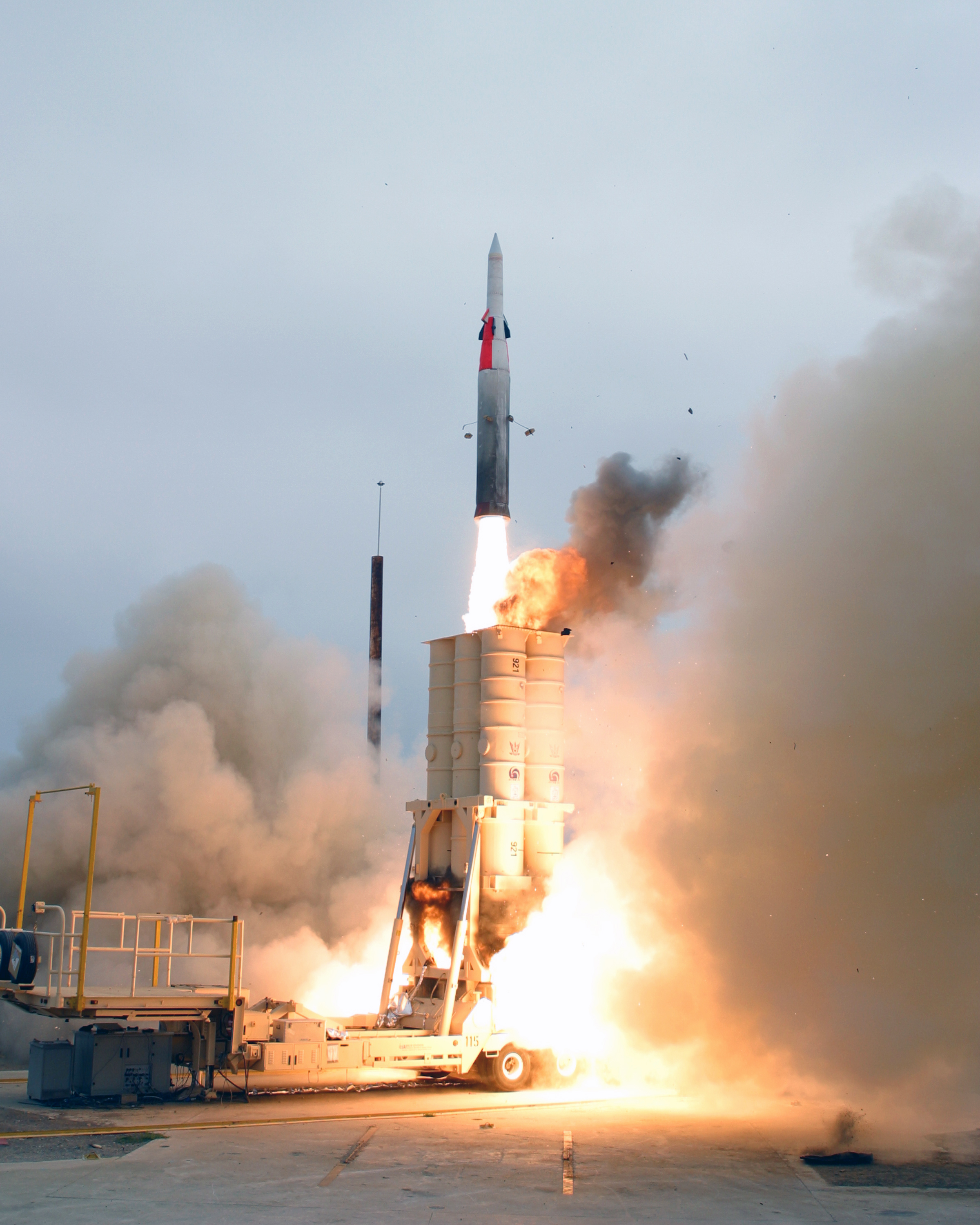
تجربة إطلاق صاروخ Arrow 2 السهم 2 في كاليفورنيا 2004
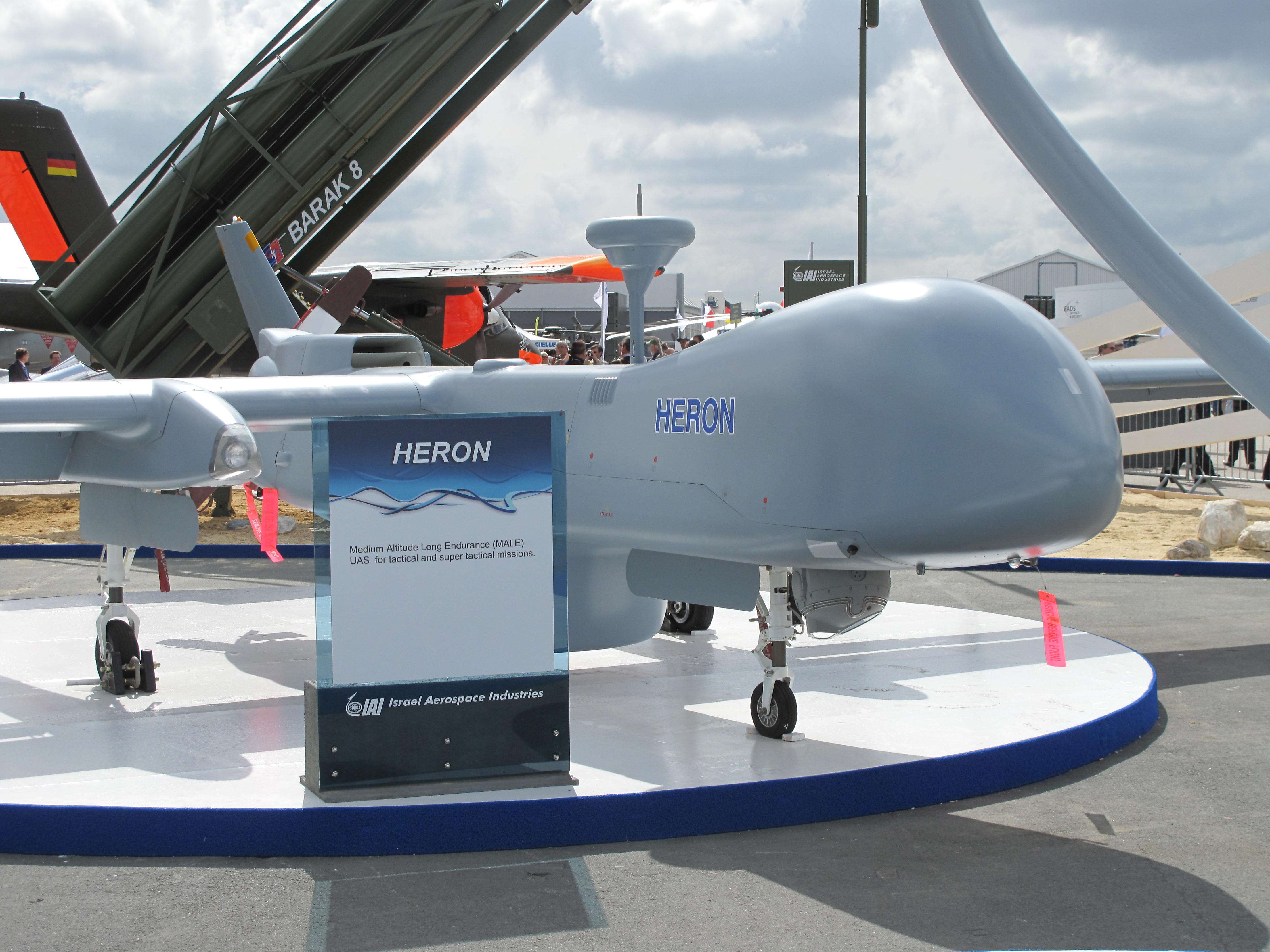
معروضة في معرض باريس الجوي 2009